# Lamas (província)
Lamas é uma província do Peru localizada na região de San Martín. Sua capital é a cidade de Lamas.

## Distritos da província
- Alonso de Alvarado
- Barranquita
- Caynarachi
- Cuñumbuqui
- Lamas
- Pinto Recodo
- Rumisapa
- San Roque de Cumbaza
- Shanao
- Tabalosos
- Zapatero